# Unione Sportiva Arsenale Messina 1949-1950
Questa voce raccoglie le informazioni che riguardano l'Unione Sportiva Arsenale Messina nelle competizioni ufficiali della stagione 1949-1950.

## Rosa
| N. |                   | Ruolo | Calciatore        |
| -- | ----------------- | ----- | ----------------- |
|    | Italia (bandiera) | P     | Giuseppe Freni    |
|    | Italia (bandiera) | P     | Nello Gianusso    |
|    | Italia (bandiera) | D     | Antonio Faleo     |
|    | Italia (bandiera) | D     | Francesco Lanza   |
|    | Italia (bandiera) | C     | Luigi Albano      |
|    | Italia (bandiera) | C     | Nicola Ferreri    |
|    | Italia (bandiera) | C     | Angelo Foti       |
|    | Italia (bandiera) | C     | Giorgio Fucà      |
|    | Italia (bandiera) | C     | Nicola Gregorio   |
|    | Italia (bandiera) | C     | Francesco Pantile |

| N. |                     | Ruolo | Calciatore           |
| -- | ------------------- | ----- | -------------------- |
|    | Italia (bandiera)   | C     | Francesco Principato |
|    | Italia (bandiera)   | C     | Ottavio Terranova    |
|    | Italia (bandiera)   | A     | Gino Cereseto        |
|    | Italia (bandiera)   | A     | Cosimo D'Andrea      |
|    | Italia (bandiera)   | A     | Antonio Gioia I      |
|    | Italia (bandiera)   | A     | Antonio Gullo        |
|    | Italia (bandiera)   | A     | Luigi Perugini       |
|    | Italia (bandiera)   | A     | Filippo Rodilosso    |
|    | Ungheria (bandiera) | A     | Vilmos Sipos         |
|    | Italia (bandiera)   | A     | Luigi Villari        |

## Statistiche

### Statistiche dei giocatori
| Giocatore     | Serie C  | Serie C |
| Giocatore     | Presenze | Reti    |
| ------------- | -------- | ------- |
| L. Albano     | 1        | 0       |
| G. Cereseto   | 28       | 13      |
| C. D'Andrea   | 19       | 1       |
| A. Faleo      | 34       | 0       |
| N. Ferreri    | 12       | 0       |
| A. Foti       | 5        | 0       |
| G. Freni      | 1        | -?      |
| G. Fucà       | 32       | 1       |
| N. Gianusso   | 33       | -?      |
| A. Gioia I    | 11       | 0       |
| N. Gregorio   | 34       | 2       |
| A. Gullo      | 18       | 4       |
| F. Lanza      | 19       | 0       |
| F. Pantile    | 12       | 0       |
| L. Perugini   | 27       | 11      |
| F. Principato | 11       | 0       |
| F. Rodilosso  | 4        | 1       |
| V. Sipos      | 30       | 12      |
| O. Terranova  | 14       | 0       |
| L. Villari    | 29       | 7       |